# Cénac-et-Saint-Julien
Cénac-et-Saint-Julien è un comune francese di 1 253 abitanti situato nel dipartimento della Dordogna nella regione della Nuova Aquitania. L'attuale centro deriva dalla fusione, nel 1827, dei comuni di Cénac e Saint-Julien-de-Castelnaud.

## Società

### Evoluzione demografica
Abitanti censiti

## Galleria d'immagini

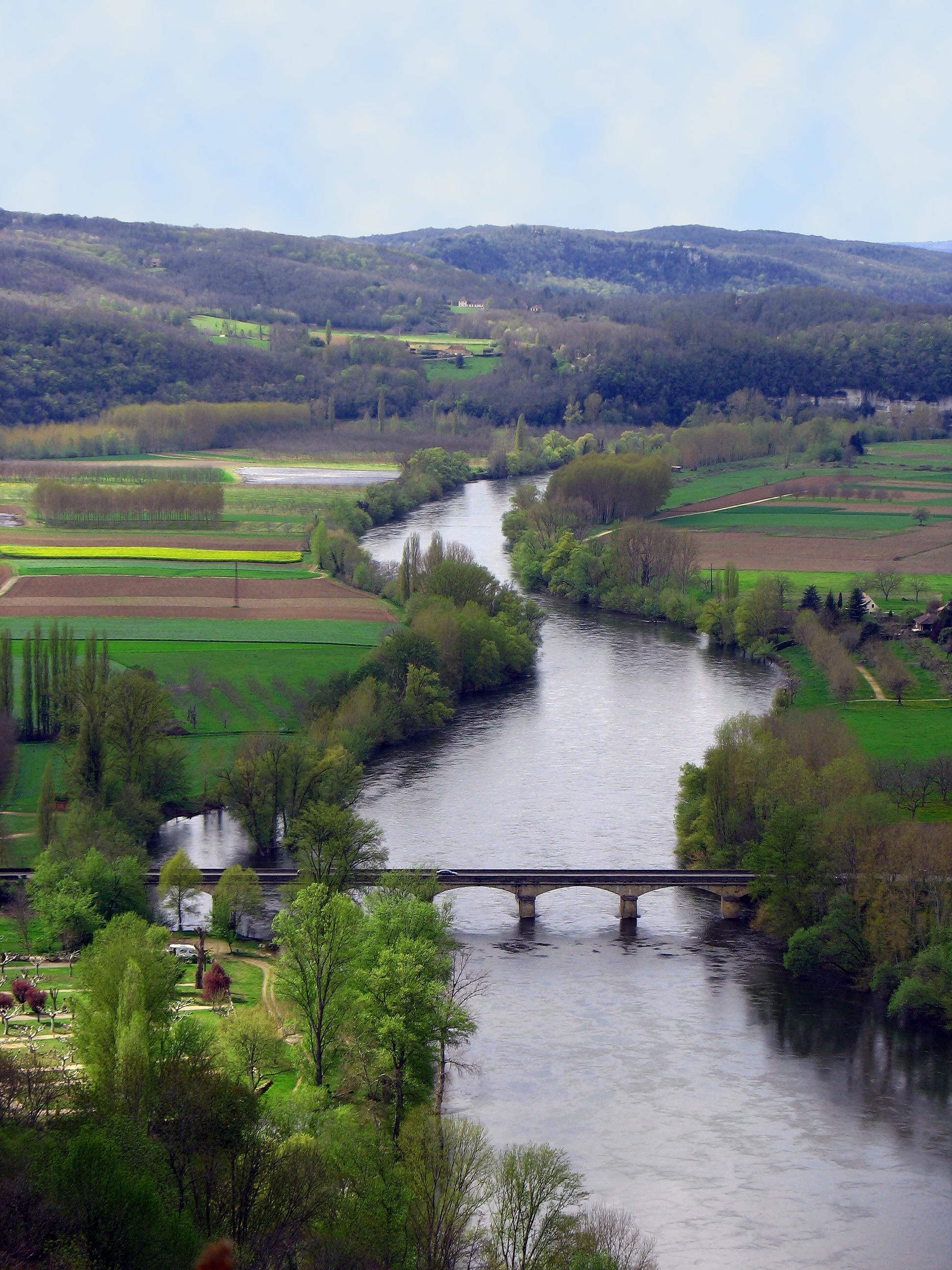
Ponte di Cénac-et-Saint-Julien visto da Domme